# 인도 슈퍼리그
인도 슈퍼리그(영어: Indian Super League)는 2013년 설립되어 2014년에 시작된 인도의 프로 축구 리그이다.
I리그와 공동으로 인도의 최상위 프로 축구 리그로, AFC 챔피언스리그와 AFC컵 출전권이 부여된다. 승강제는 실시하지 않고 있다.
인도 슈퍼리그는 2017-18시즌부터 10개팀으로 운영되고 있으며 11월에 개막하여 3월에 폐막한다. 기존 최상위리그인 I리그와 공동으로 최상위리그의 지위를 가진다.
정규리그 95경기 후 플레이오프 형식으로 우승팀을 가린다. 슈퍼스타들을 영입하여 새로운 축구 시장으로 떠오르고 있다는 평가가 있다.

## 역사
2013년 설립되어 2014시즌 원년 시즌을 진행했다. 인도의 대도시 빅마켓 위주 프랜차이즈 시스템으로 운영되고 있다.
2017-18시즌부터 슈퍼리그는 기존 최상위리그인 I리그와 공동으로 최상위리그의 지위를 가지게 되었다.

## 2024-25 시즌 참가 팀
총 11개팀이 참가하고 있다.
- SC 이스트 벵골
- 모훈 바간 슈퍼 자이언트
- 벵갈루루 FC
- 첸나이 FC
- FC 고아
- 하이데라바드 FC
- 잠셰드푸르 FC
- 케랄라 블래스터스 FC
- 뭄바이 시티 FC
- 노스이스트 유나이티드 FC
- 오디샤 FC

## 같이 보기
- I리그